# Berka vor dem Hainich
Berka vor dem Hainich (amtlich: Berka v.d.H. oder Berka v. d. Hainich) ist eine Gemeinde im Wartburgkreis in Thüringen. Sie gehört der Verwaltungsgemeinschaft Hainich-Werratal an.

## Geografie
Die Gemeinde Berka liegt am Südwestrand des Nationalparks Hainich, einem großen Buchenwaldgebiet. Die Ortslage liegt 265 m über dem Meeresspiegel. Der Löhberg (468,2 m ü. NN), der Dermeröder Berg (430,2 m ü. NN), der Lohberg (424,2 m ü. NN) und der Lange Berg (376,2 m ü. NN) sind die Hausberge von Berka.
In der Gemarkung entspringt der Lauterbach mit weiteren Zuflüssen, doch nur der Kernbach fließt durch die Ortslage. Dieser Ort ist noch immer landwirtschaftlich geprägt, besitzt aber nur einen geringen Anteil an Waldflächen. Seit Mitte des 19. Jahrhunderts wurde die Landwirtschaft ganz auf Schafhaltung ausgerichtet, ertragarmes Ackerland östlich der Ortslage wurde aufgegeben und in Weideflächen umgewandelt. Im Bereich des ehemaligen Truppenübungsplatzes entsteht seit 1990 einzig durch Naturverjüngung ein neuer Wald.

## Geschichte

### Frühzeit bis 1800

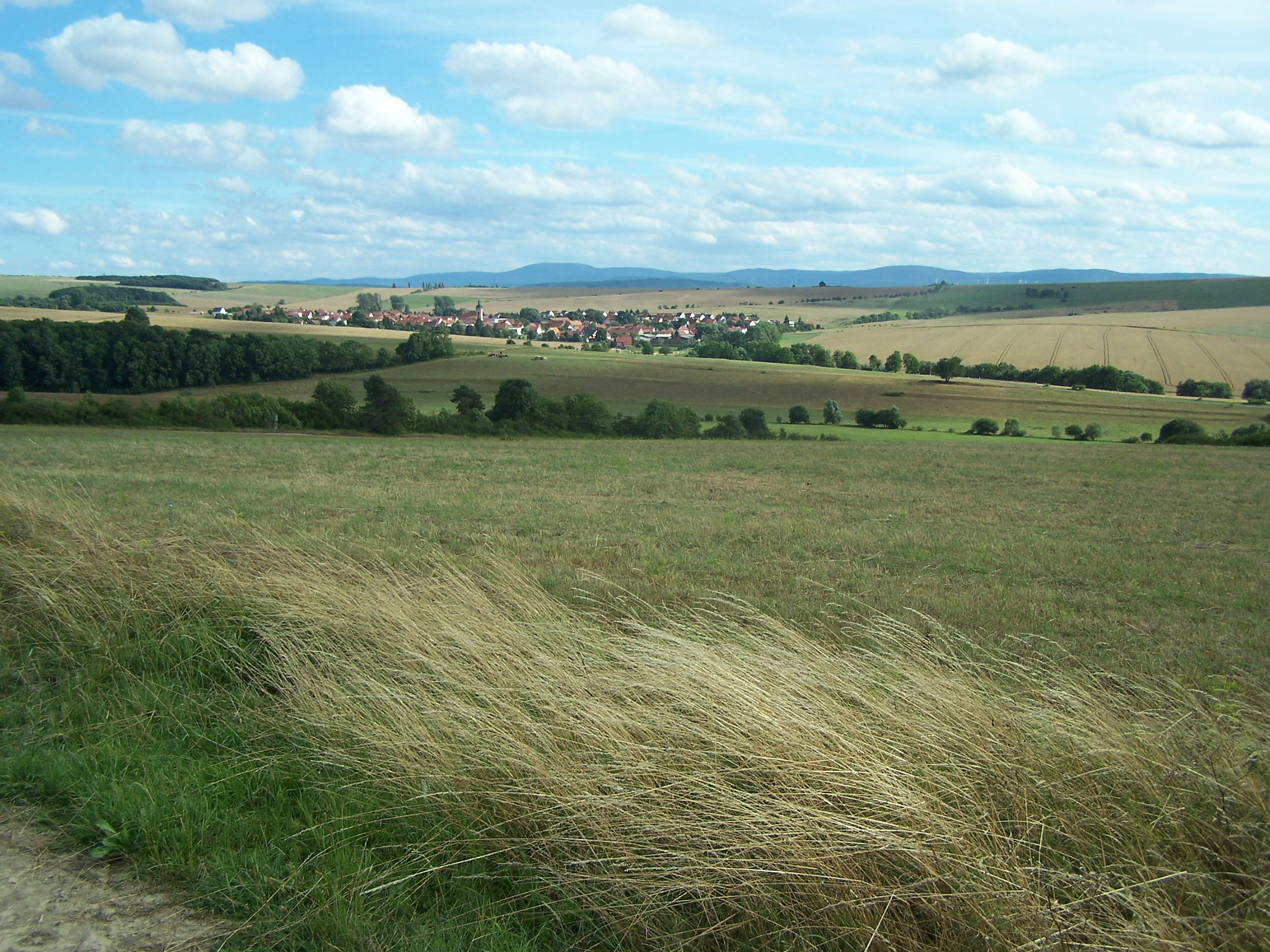
Ortsbild von Norden

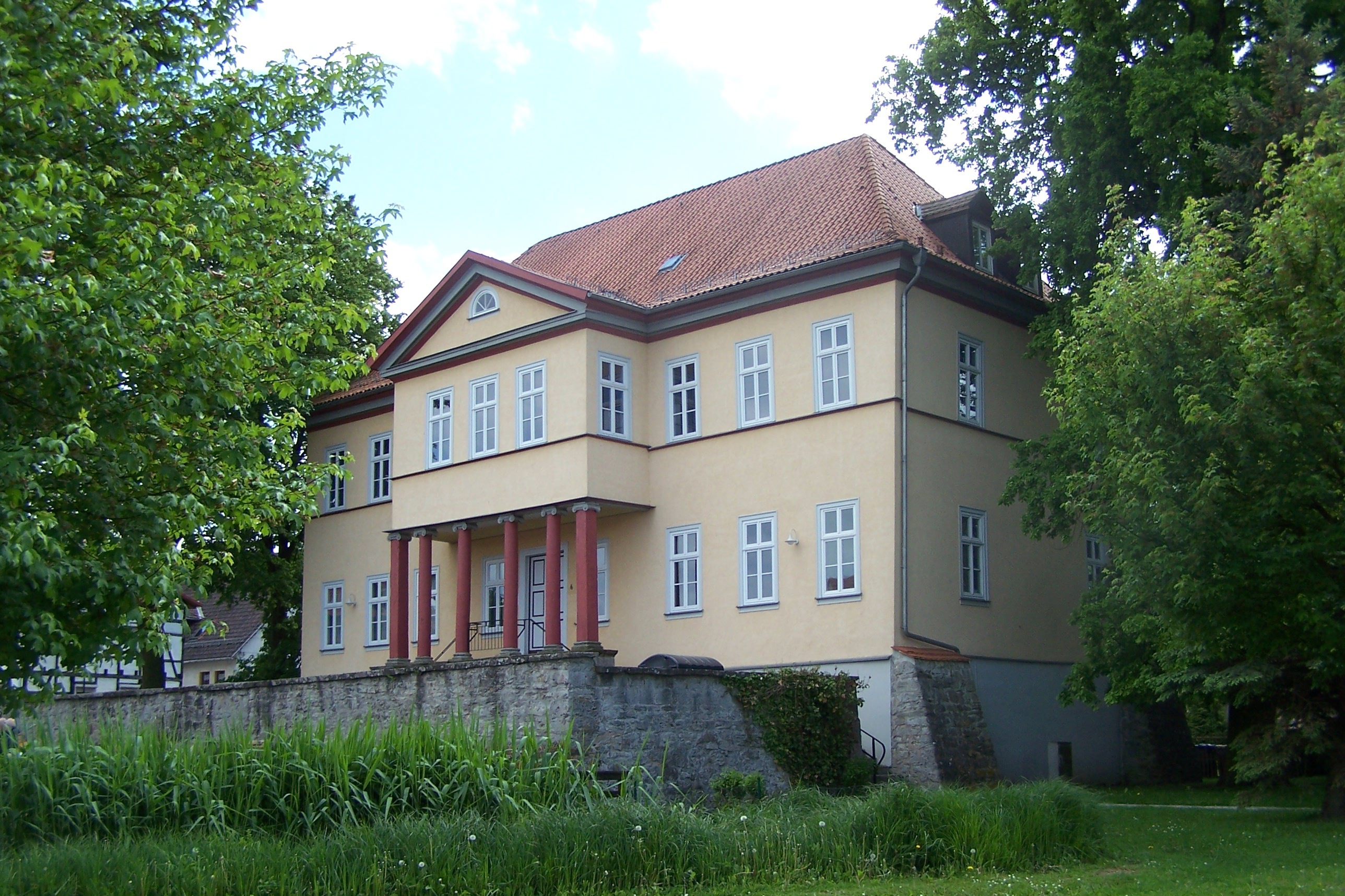
Schloss (2009)

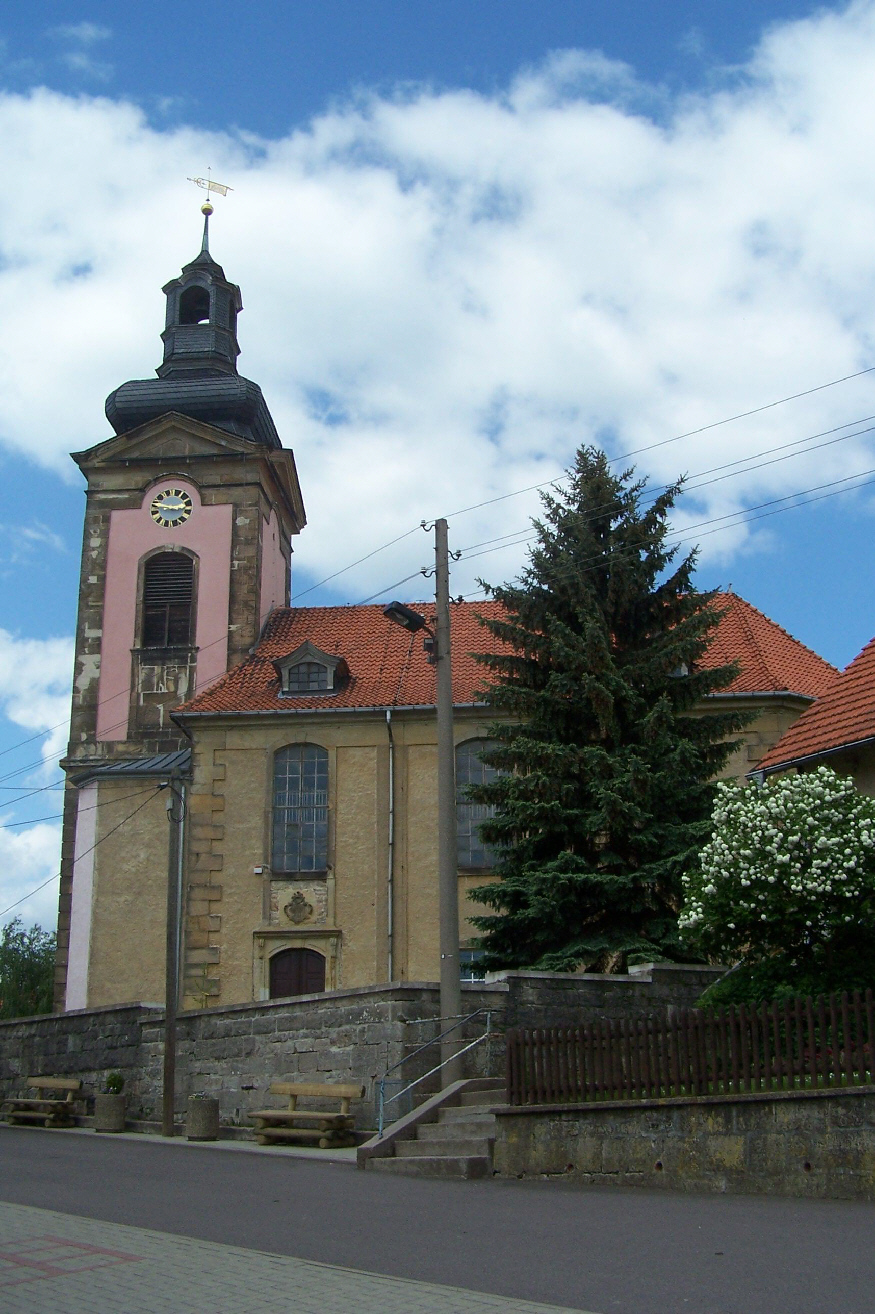
Kirche

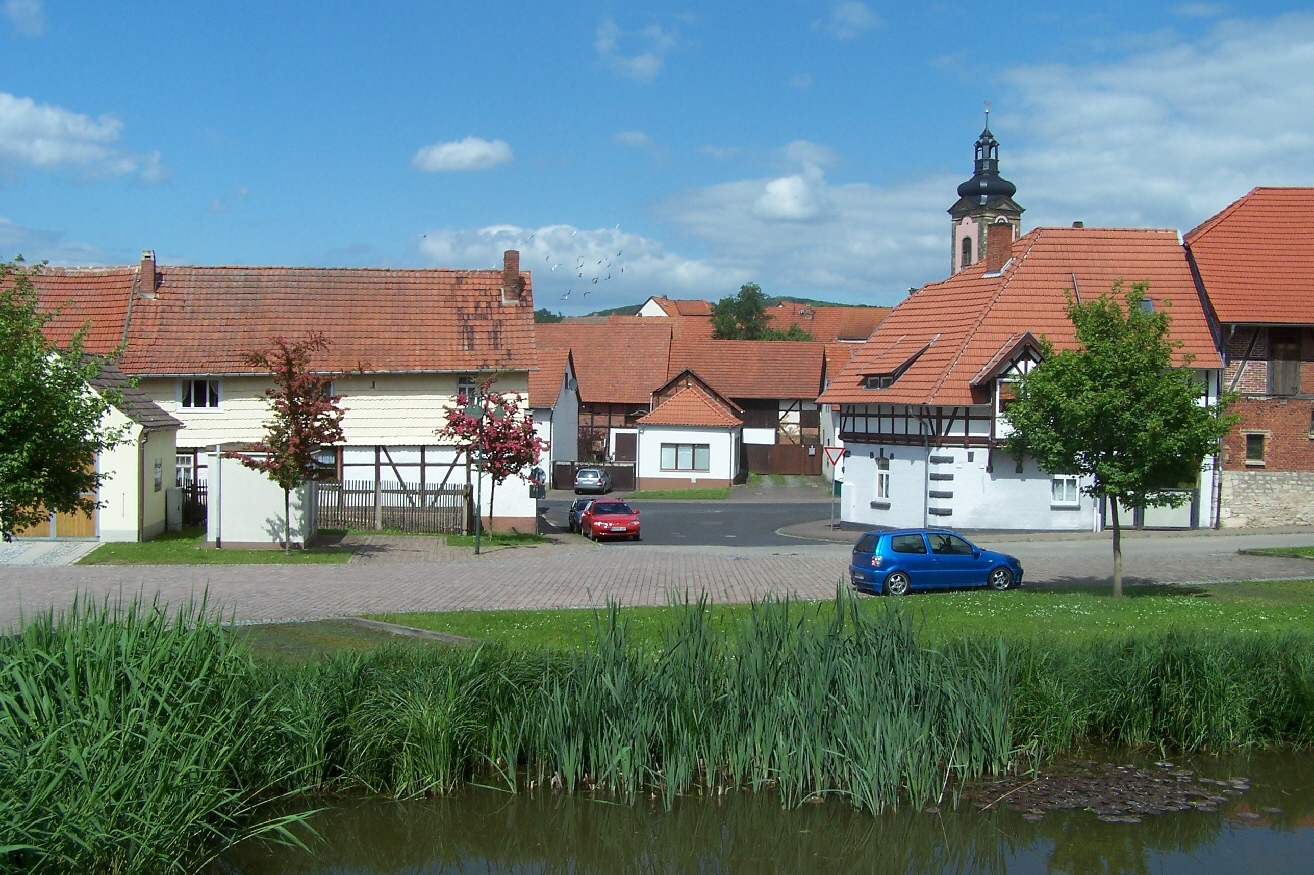
Am Schloss (2009)

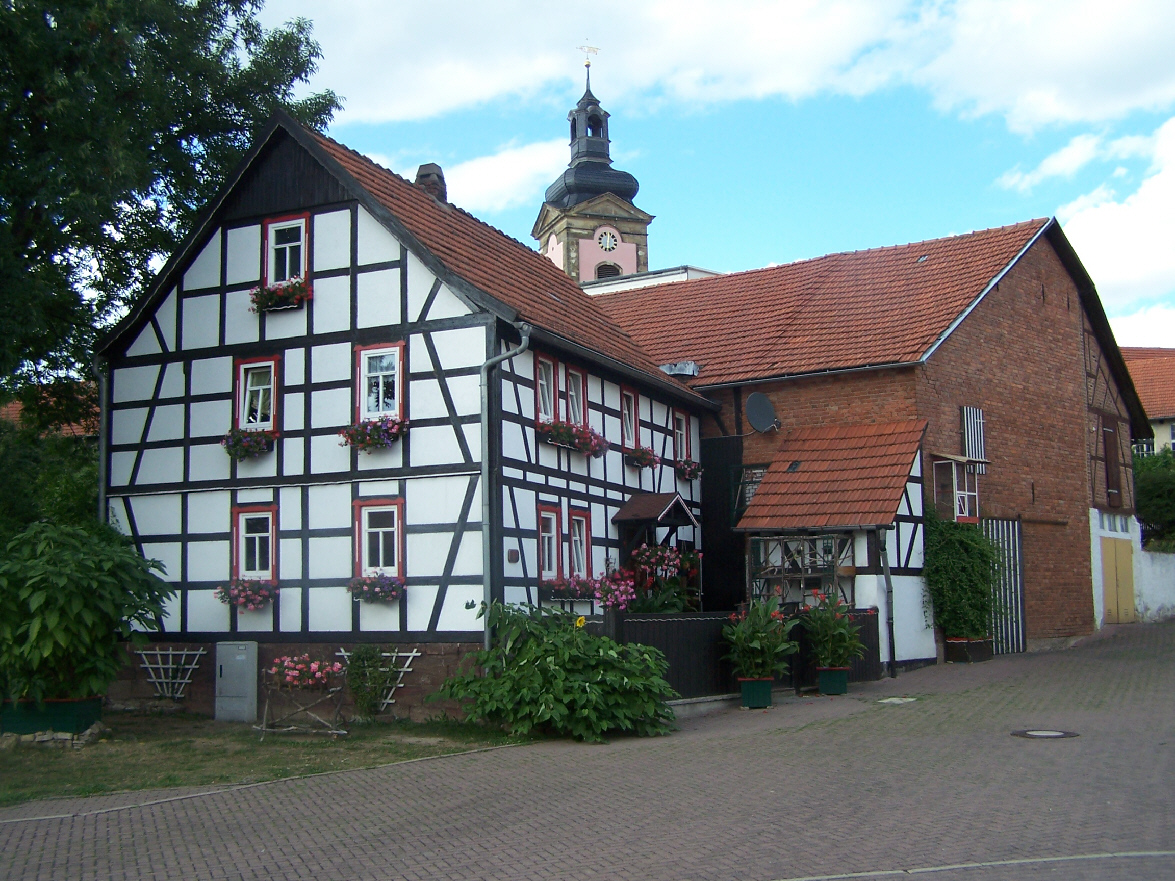
Ortsbild

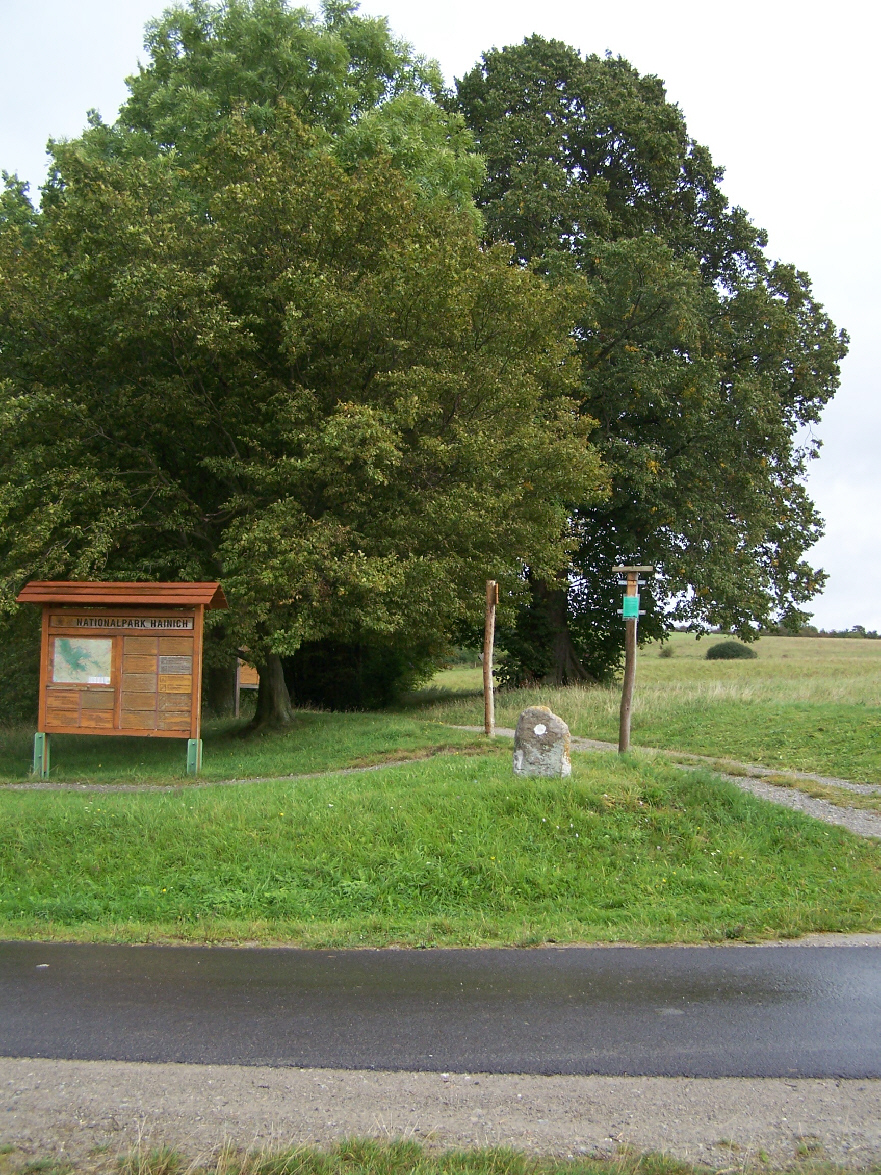
Malstein und Mal-Linde

Die bei Straßenbauarbeiten nahe dem Vorwerk Lange Grund um 1936 entdeckten Siedlungsreste sind wahrscheinlich die ältesten Siedlungsspuren in der Gemeinde. Auf dem Burgberg, etwa drei Kilometer nordöstlich der Ortslage, befinden sich Reste von Wallanlagen einer frühgeschichtlichen Burganlage, sie soll eine Fluchtburg für die hier ansässige Bevölkerung gewesen sein.
Der Ort Berka wurde 1035 erstmals urkundlich erwähnt, dies geschah anlässlich einer Schenkung an das Kloster Fulda. Zu den ältesten Gebäuden des Ortes zählt das heutige Schloss Berka, es geht auf eine mittelalterliche Wasserburg zurück und ist heute Sitz der Gemeindeverwaltung. Die ehemalige Burg wurde von den Herren von Creuzburg erbaut. Berka gehörte seit dem 13. Jahrhundert zum wettinischen Amt Creuzburg.
Auch die Berkaer Bauern griffen 1525 zu den Waffen, für ihre Teilnahme am Bauernkrieg musste das Dorf danach 150 Gulden Strafgeld aufbringen. Mit der Reformation wurde der Ort lutherisch. Das älteste Kirchenbuch der Gemeinde stammt aus der Zeit um 1600, in dieser Zeit hatte der Ort nach Schätzungen etwa 400 Einwohner. Die Pest und der Dreißigjährige Krieg brachten dem Ort schwere Verluste und Zerstörungen, über die Hälfte der damaligen Bevölkerung fand den Tod.
Nach dem Krieg gelangte Berka an Zacharias Prueschenck von Lindenhofen, Schwiegersohn des Ritters Friedrich Albrecht von Creuzburg und einer der reichsten Verwaltungsbeamten im Herzogtum Sachsen-Eisenach. Er ließ auf dem Platz der zerstörten Vorburg einen modernen Gutshof errichten.
Anstelle einer Vorgängerin aus Fachwerk oder Holz  wurde die Rokoko-Kirche nach vierjähriger Bauzeit im Jahre 1752 eingeweiht.

### 1800 bis heute
Als Ergebnis der dynastischen Teilungen der wettinischen Fürstentümer gehörte Berka zum Herzogtum Sachsen-Eisenach, die Nachbarorte Neukirchen, Behringen, Hütscheroda und Craula gehörten jedoch zum Herzogtum Sachsen-Gotha. Ein Dreiherrenstein und andere Grenzmarkierungen in der Flur erinnern an diese Zeit. Nach 1800 kaufte die Eisenacher Textilfabrikantenfamilie Eichel das Berkaer Schloss. Sie war mit ihrer Textilfabrikation an billiger Wolle interessiert und ermunterte die Bauern, ihre Ackerflächen zur Schafhaltung abzugeben.
Um 1815 führten die Folgen der napoleonischen Besetzung zu einer Notzeit, die auch in Berka eine Hungersnot auslöste. 1838 hatte der Ort noch etwa 650 Einwohner, doch es herrschte noch immer große Not. Fast 120 Berkaer suchten ihr Glück in der Fremde, sie wanderten in die USA aus.
1850 gab es in Berka 67 Kleinbauern, 58 Tagelöhner, 5 Knechte, 2 Hirten, 4 Zimmerleute, 2 Wagner 3 Hufschmiede, 1 Lehrer, 1 Förster, 5 Schuhmacher, 3 Leineweber, 2 Schreiner, 4 Tüncher und 4 Maurer.
Seit 1911 wird der Ort mit Elektrizität versorgt. An die Opfer des Ersten Weltkriegs – 31 Gefallene und 3 Vermisste – erinnert das Gefallenendenkmal am Friedhof am Ortsrand. Die Zigarrenfabrik Bruns richtete 1919 eine Fabrikationsstätte als Zweigbetrieb ihrer Eisenacher Filiale ein, 40 Frauen fanden damit eine Anstellung.
Mit dem Verkauf eines Wiesengeländes am Kindel wurde dort ein stationärer Schießplatz für in Eisenach gefertigte Geschütztechnik eröffnet. Dieser Platz hatte bereits seit dem 19. Jahrhundert als Manövergelände gedient.
Während des Zweiten Weltkriegs fielen 53 Berkaer Einwohner an der Front, 20 gelten bis heute als vermisst. Anfang April 1945 wurde Berka von US-Truppen besetzt, die Anfang Juli durch die Rote Armee abgelöst wurden. Die ehemaligen Militäranlagen auf dem Kindel wurden zu einer Bedrohung der Bevölkerung, denn Berka lag nun im Zielgebiet des Panzerschießplatzes.
Das Berkaer Gut samt Schloss wurde 1945 im Zuge der Bodenreform entschädigungslos enteignet, die letzte Besitzerfamilie von Eichel-Streiber ging in die Westzonen. Seit dem Kriegsende trafen wöchentlich Umsiedler und Kriegsflüchtlinge im Ort ein, die Einwohnerzahl erhöhte sich rasch auf etwa 1200 Personen. Im Jahr 1985 wurde das 950-jährige Ortsjubiläum von den damals fast 1000 Einwohnern ausgelassen gefeiert. Die 1000-Einwohner-Marke wurde so dicht nie wieder erreicht.
Nach 1990 wurde das Schloss – nach Zurückweisung eines Antrags der früheren Eigentümer – Eigentum der Gemeinde, sehr aufwendig saniert und diente bis Oktober 2014 als Hauptverwaltungssitz der Verwaltungsgemeinschaft Mihla. Seitdem ist das Schloss eine Außenstelle der Verwaltung der in Verwaltungsgemeinschaft Hainich-Werratal umbenannten VG Mihla. Auch die 1752 erbaute evangelische St.-Georg-Kirche wurde samt ihrer aus der Rokoko-Zeit stammenden Innenausstattung vollständig renoviert, mit Unterstützung eines Fördervereins und der Deutschen Stiftung Denkmalschutz. Sie hatte zum Ende der DDR-Zeit „das Bild einer verfallenden Kirche“ in „erbärmlichem Zustand“ geboten.

## Politik

### Gemeinderat
Der Gemeinderat von Berka vor dem Hainich besteht aus acht Ratsmitgliedern:
- Wählergemeinschaft Sport/FFW: 8 Sitze

(Stand: Kommunalwahl am 26. Mai 2024)

### Bürgermeister
Der ehrenamtliche Bürgermeister Christian Grimm (parteilos) wurde am 21. Oktober 2018 mit 80,8 % der abgegebenen gültigen Stimmen gewählt. Am 1. September 2024 wurde Grimm mit 88,4 Prozent bei einer Wahlbeteiligung von 76,9 Prozent wiedergewählt. Zuvor war seit 1999 Siegfried Lämmerhirt im Amt.

## Kultur und Sehenswürdigkeiten

### Bauwerke
- Das Herrenhaus, in jetziger klassizistischer Form um 1820 erbaut.[14] Davor liegt ein Teich, der Rest eines früheren Grabens der ehemaligen Wasserburg ist. In der Nähe des Schlosses finden sich ruinöse Wirtschaftsgebäude.
- Die evangelische St.-Georg-Kirche wurde 1752 im Rokoko-Stil erbaut.
- Im Ort befinden sich zahlreiche denkmalgerecht sanierte Fachwerkhäuser und Bauernhöfe.
- Das Kriegerdenkmal für die gefallenen und vermissten Soldaten des Ortes in beiden Weltkriegen befindet sich auf dem Friedhof. Das ursprüngliche Ehrenmal wurde 1919/1920 von Amtmann Schüttler gestiftet und auf dem Anger aufgestellt.
- Der Blick auf den Berg westlich von Berka wird durch 22 Windkraftanlagen bestimmt.

### Naturdenkmäler

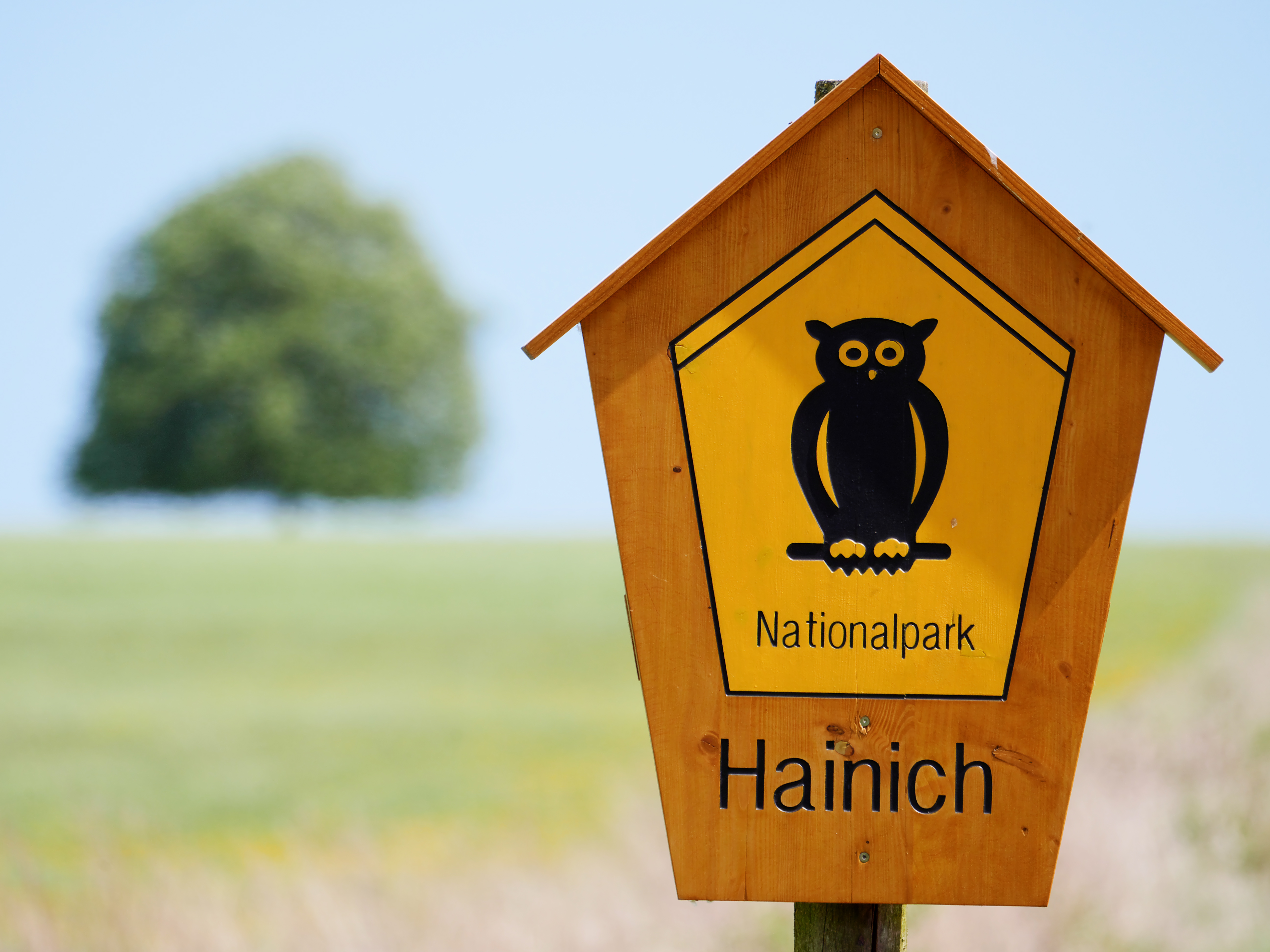
Nationalparkschild bei Berka vor dem Hainich

Berka liegt am Südwestrand des Nationalpark Hainich, einem der größten und schönsten Buchenwaldgebiete Deutschlands und ist somit ein bedeutender Ausgangspunkt für Wanderungen in den Nationalpark.
Nordöstlich oberhalb des Ortes stehen die uralte Mallinde und der Malstein, welche das Wappensymbol der Gemeinde Berka darstellen. Hier wurde seit dem 12. Jahrhundert durch die Thüringer Landgrafen Gericht gehalten. An der Mallinde mit Wanderparkplatz beginnt auch ein Naturlehrpfad des Nationalparks Hainich zur  Silberborn-Quelle mit Silberborn-Linde. Dem entspringenden Bach folgend kommt man zu der Wüstung Sulzrieden, die bereits im 14. Jahrhundert verlassen wurde. Beim Bau eines Panzerschießplatzes im Oktober 1936 (Betonpisten erhalten) stieß man auf einen Reihengräberfriedhof und konnte 13 fast vollständige Skelette freilegen. Durch die Baggerarbeiten wurden im Vorfeld 20 bis 25 Skelette zerstört.